# 回帰の誤謬
回帰の誤謬（かいきのごびゅう、英: Regression fallacy）は、誤謬の一種であり、存在しない原因に帰してしまうこと。自然の変動を考慮していないという問題がある。これは、前後即因果の誤謬の特殊例であることが多い。

## 概要
株価、ゴルフのスコア、慢性の腰痛などは自然に変動し、平均に回帰する。このときの論理的誤謬は、例外的な値が平均であるかのように連続することを期待し予測することである（代表性ヒューリスティック）。人々は分散がピークに達したときに対応する行動をとる傾向がある。そして、値がより平均に近づいたとき、彼らは彼らのとった行動がそうなった原因だと信じているが、実際にそれが原因であったかどうかは明らかではない。
回帰（regression）という用語は1885年、フランシス・ゴルトンが "Regression Toward Mediocrity in Hereditary Stature" という研究論文で使ったのが最初である。彼は、非常に身長が低い両親や非常に身長が高い両親から生まれた子供の身長が平均に近づくことを示した。実際のところ、完全な相関ではない2つの変数があるとき、一方の例外的な値は必ずしももう一方の例外的な値と対応しない。身長は遺伝だけで決まるものではないため、子供の身長と両親の身長の間の相関は完全ではない。したがって、子供の身長は両親の身長の平均と母集団の平均の中間のいずれかの値を取ることになる。
回帰性の発見は、多くの場合ある観察の記述や現象の報告の成果であり、それ自身の記述として情報の価値はかならずしも少なくない。とくに現象が混沌としており多くの素因がその現象に影響していると想定される複雑系においては、記録そのものがアノマリーとして尊重されることもある。しかしそれらの記述を仮説として検証し、科学的な知見として定理・法則化されるためには、回帰性を発見するだけでは十分性を満たしていない（帰納の誤謬）。

## 例
- 「彼は痛みがひどくなると祈祷に行き、そうすると痛みが若干和らいだ。したがって、彼は呪術師の祈祷の恩恵を受けていた」
- 「彼は痛みがひどくなるとＡ薬を飲み、そうすると痛みが若干和らいだ。したがって、彼はＡ薬の恩恵を受けていた」
痛みがひどくなってから治まるのは、単なる平均への回帰で説明できる可能性がある。この場合、呪術師の祈祷（あるいはＡ薬）によって治まったのかどうかは（論証的には）分からない。
- 「そのクラスの学生は前学期にひどい成績だったので、私は彼らを罰した。今学期、彼らの成績が上がった。明らかに、処罰は学生たちの成績向上に有効である」
例外的な成績の後に平均的な成績になることは平均への回帰で説明できるため、「罰が成績向上に寄与する」との論証がかならず成立するかどうかは分からない。

## 誤用
一方で、回帰の誤謬だとして妥当な説明を退けることで状況が悪くなることがある。例えば、
「西側同盟諸国がノルマンディに侵攻し、第二の戦線を形成すると、ドイツのヨーロッパにおける制御は衰えた。明らかに米英とソ連の連携はドイツを追いつめた」
これに対する誤った評価は次のようになる。
「ドイツが最大の領域を占領し制御下に置いた後でドイツへの反撃が行われたとすると、純粋に無作為な変動としてドイツ軍の撤退を平均への回帰で説明でき、ソ連や米英が何も介入しなかったとしてもドイツ軍の撤退は行われただろう」
この評価は、回帰の誤謬の誤用である。本質的に、平均への回帰を誤用すると、どんな因果関係も「自然にそうなった」ということになってしまう。
また、時間の経過自体がマイナスに働く場合もある。たとえば、ある大相撲力士において、33歳当時の年間成績が55勝35敗、34歳当時が45勝45敗、35歳当時が30勝35敗25休とすれば、36歳以降のこの力士の成績が関取の平均的成績のレベルに回帰することはまず期待できないであろう。